# خوان بريغاليانو
خوان بريغاليانو (بالإسبانية: Juan Bregaliano)‏ (مواليد 22 نوفمبر 1911) هو ملاكم أوروغواياني، مثّل بلاده في الألعاب الأولمبية الصيفية 1936.

## روابط خارجية
خوان بريغاليانو على موقع أوليمبيديا (الإنجليزية)